# Brandon Flowers
Brandon Richard Flowers (* 21. června 1981, Henderson) je zpěvák americké skupiny The Killers. Je nejmladší z 6 dětí (sestry: Staphnie, Shelly, Amy a April a bratr Shane). Otec se jmenuje Terry a matka Jean. Matka Jean mu 11. února 2010 zemřela.

## Život
Vyrůstal v malém městě Nephi v Utahu. Jeho jediná šance, jak se dostat k muzice byly kazety, které zdědil po starším bratrovi. Když mu bylo 16 let, tak se vrátil do Las Vegas, kde bydlel u tety, tam se rozhodl, že chce být profesionálním hráčem golfu. Poté si našel práci jako pikolík v Gold Coast Hotelu a v Caesar's Palace Hotelu a v tom čase objevil, že to, co ho doopravdy táhne, je hudba.
V roce 2002, poté, co se odmítl přestěhovat do Los Angeles s keyboardovou skupinou jménem Blush Responses a byl tedy vykopnut, odpověděl na návrh Dave Keuninga a společně dali základ skupině, do které později vstoupili i Mark Stoermer a Ronnie Vannuci a doplnili kvartet, který se stal měřítkem ve světě nezávislého rocku, The Killers.